# Moe Goes from Rags to Riches
Moe Goes from Rags to Riches, titulado El trapo de Moe en Hispanoamérica y Moe a todo trapo en España, es el decimosegundo episodio de la vigesimotercera temporada de la serie de animación Los Simpson. Se emitió en la cadena Fox en los Estados Unidos el 29 de enero de 2012. En el episodio, el antiguo trapo de bar de Moe le narra su historia, de ser un tapiz medieval francés hasta terminar en el bar de Moe. Mientras tanto, Bart y Milhouse tienen una discusión que provoca que Milhouse deje a Bart. Jeremy Irons fue la estrella invitada en el episodio como la voz del trapo de bar de Moe.

## Sinopsis
En una reunión en la taberna de Moe, la gente dice que el mejor amigo de Moe es el trapo del bar. Bart continúa con la broma comparando el trapo con Milhouse. Insultado, Milhouse rechaza la amistad de Bart. El trapo cuenta su historia de vida, de ser un tapiz francés medieval, tejido por Marge después de que el Sr. Burns, el Duque de Springfield, mata a todas las ovejas; a ir a un museo y luego al rey de Persia (Nelson), quien ordena a Scheherazade (Lisa) que cuente 1001 historias; siendo utilizado como un trapo sobre una guillotina durante la Revolución Francesa; siendo utilizado como un trapo en la pintura de Miguel Ángel en su creación de la Capilla Sixtina; siendo utilizado como una bandera de la Condeferación durante la Guerra Civil; hecho en la sopa durante la Gran Depresión, y va cerca de la cima del Monte Everest, donde un yeti lo encuentra y se lo da al bebé Moe.
Mientras tanto, Bart intenta ganar nuevamente la amistad de Milhouse. Él se niega al principio, diciendo que él se siente bien sin Bart. Bart lee un poema sobre la amistad a Milhouse, pero él descubre que Lisa lo escribió y le dice a Bart que él solo podrá ganar de vuelta haciendo algo desde el corazón. Como un gesto, Bart decide que Drederick Tatum le dé un puñetazo. Milhouse se conmueve profundamente y renueva su amistad con Bart.
Moe se despierta con que el trapo ha sido robado. El ladrón se revela como Marge, que limpia el trapo antes de devolverlo. Moe, a continuación, se da cuenta de que tiene verdaderos amigos en la familia Simpson y lanza el trapo por la ventana para Santa's Little Helper, quien se encarga del trapo y luego pelea junto con Maggie. El trapo, por su parte, está encantado de haber encontrado finalmente un dueño que realmente lo ama.

## Producción

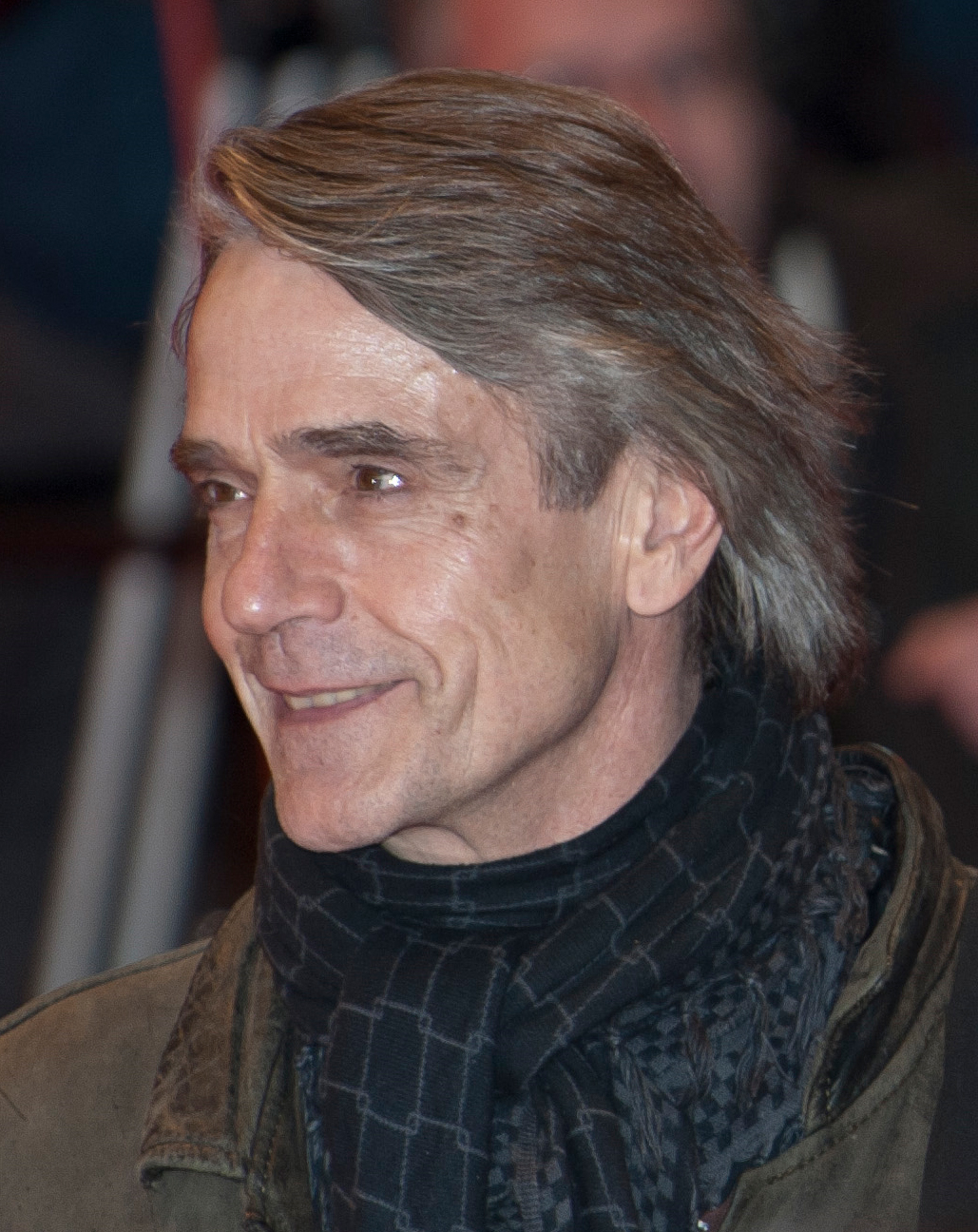
La estrella invitada Jeremy Irons prestó su voz al trapo del bar.

El episodio fue escrito por Tim Long. Fue anunciado por primera vez a la prensa en la convención de cómics en San Diego, California el 23 de julio de 2011, junto con los productores de Los Simpson. La trama es similar a la película El violín rojo, que narra la historia de un misterioso violín y sus muchos propietarios durante un período de varios cientos de años. El actor inglés Jeremy Irons fue la estrella invitada en el episodio interpretando al trapo del bar de Moe. Recibió la oferta durante una llamada telefónica y más tarde dijo a la prensa: «Estuve encantado de hacerlo y tuve el honor de pedirle». En una entrevista con The Daily Telegraph, Irons comentó que cuando recibió el guion, dijo «'el trapo del bar habla con una voz muy sonora.' Y entonces dice entre paréntesis, 'Creo que es Jeremy Irons'». Él grabó sus líneas durante el verano de 2011.

## Lanzamiento y recepción
El episodio se transmitió originalmente en la cadena Fox en los Estados Unidos el 29 de enero de 2012. 5 100 000 de espectadores vieron el episodio, por lo que lo hace el segundo mayor programa visto en la línea de Fox Animation Domination.
«Moe Goes from Rags to Riches» recibió críticas negativas. Hayden Childs de The A.V. Club criticó el episodio por su falta de sátira, y escribió que «algunos de los mejores y más divertidos episodios [de la temporada veintitrés] han tendido a ser también los más extravagantes, pero 'Moe Goes from Rags to Riches' es una gran excepción, con muy pocas buenas bromas saliendo de la premisa más loca de la temporada hasta la fecha». Él llegó a la conclusión de que «todo esto fue una experiencia bastante desconcertante y decepcionante que derroches de una idea prometedora».